# Международный геофизический год
Междунаро́дный геофизи́ческий год (МГГ) — условный период, в течение которого проводятся согласованные геофизические исследования по единой программе и методике.

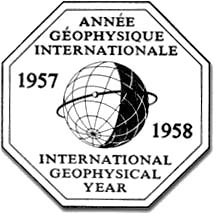
Эмблема Международного геофизического года 1957—1958

Международный геофизический год (1957—1958) явился преемником двух Международных полярных годов (МПГ), которые проводились в 1882—1883 и в 1932—1933 годах.
При обсуждении научных проектов очередного МПГ, предложенного в 1950 году, были сделаны существенные дополнения в плане геофизических исследований всей планеты. В результате был утверждён Международный геофизический год (МГГ), в котором приняли участие 67 стран. В период с 1 июля 1957 по 31 декабря 1958 года учёными этих стран проводились исследования физических процессов в земной коре, океанах и атмосфере Земли. Активное участие в МГГ принимали учёные Советского Союза.
В ходе МГГ были сделаны уникальные научные открытия. Центральным событием стали первые запуски искусственных спутников Земли, положившие начало прямым исследованиям верхних слоев атмосферы и космического пространства.
Первые научные результаты были подведены на Ассамблее МГГ в Москве в 1958 году. Результаты наблюдений МГГ собираются в специальных для них созданных Мировых центрах данных (МЦД), являющихся одной из международных форм научного сотрудничества.
Международное геофизическое сотрудничество (МГС) 1959 года явилось продолжением МГГ.

## Предыстория
Международный геофизический год стал продолжением двух крупных научных мероприятий – Международных полярных годов, которые проводились в 1882–1883 и в 1932–1933 гг. 
МГГ ведёт своё начало из предложения, сделанного Ллойдом Беркнером в апреле 1950 года, о том, что в 1957—1958 годах должен быть проведён Третий МПГ, расширенное повтроение первого МПГ и его продолжения (Второго МПГ). Предложение было представлено Международному совету научных союзов (МСНС), который в 1951 году решил создать Специальный комитет по организации Третьего МПГ. В 1952 году проект МПГ был расширен для охвата всей Земли (а не только полярных регионов); так он стал МГГ. Было решено, что МГГ будет длиться с 1 июля 1957 по 31 декабря 1958 года.
Поначалу интерес к приглашениям принять участие в новом МПГ был умеренный, но переработанное приглашение для участия в МГГ стало более успешным. Постепенно Количество стран-участниц выросло до 67. СССР принял приглашение в сентябре 1954 года. Китайская Народная Республика уведомила о прекращении сотрудничества накануне МГГ

## Структура

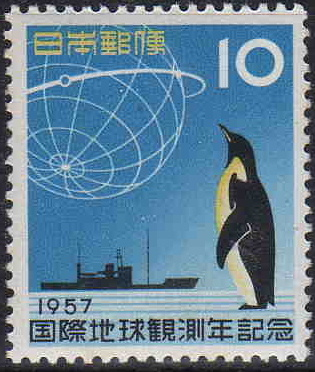
Почтовая марка. Япония, 1957

Центральные организации были созданы МСНС для подготовки и проведения (от имени МСНС) исчерпывающего мирового плана комплексных геофизических исследований. В числе центральных организаций по проведению МГГ были созданы:
- специальный комитет МГГ (СК МГГ) — направлял совместную работу учёных. Бюро и секретариат СК МГГ совместно с Координатором СК МГГ осуществляли административное планирование, необходимое для создания единого мирового плана научных исследований. СК МГГ также разработал программу наблюдений и исследований, необходимых для изучения планеты. Вскоре, Бюро СК МГГ формально стало исполнительным органом центральной организации МГГ.
- консультативный совет МГГ (КС МГГ) — через свои национальные комитеты МГГ, учёные объединили усилия в КС МГГ. Это было сделано для того, чтобы детально разработать планы, необходимые для достижения научных целей, поставленных СК МГГ.
- секретариат — связующее звено между МСНС, национальными комитетами, СК МГГ и КС МГГ.
- комитеты МГГ международных научных союзов — назначены для консультации СК МГГ и его докладчиков по специальным дисциплинам.
- финансовый комитет — консультировал Бюро при составлении бюджета СК МГГ[комм. 2].
- консультативные комитеты — назначались при необходимости от имени Бюро СК МГГ.

## Подготовка
Первое пленарное заседание СК МГГ состоялось в 1953 году в Брюсселе. Затем было ещё три заседания по планированию МГГ: в Риме (1954), Брюсселе (1955) и Барселоне (1956).
При разработке научных проектов использовались сохранившиеся материалы второго МПГ (большая часть материалов была утеряна во время Второй мировой войны), особенно в области геомагнитных наблюдений.
9 июля 1954 года в СССР было принято решение об участии в МГГ и о создании при Президиуме АН СССР Междуведомственного комитета МГГ (МК МГГ), ответственного за подготовку и проведение научных мероприятий. В период с 30 сентября по 4 октября 1954 года состоялось расширенное заседание СК МГГ, на котором профессор В. В. Белоусов официально заявил о согласии СССР принять участие в МГГ, и о создании МК МГГ при Президиуме АН СССР. 5 июля 1955 года были определены принципы обмена геофизическими данными и материалами с зарубежными партнерами.
Следуя предложению МСНС о запуске небольших сателлитов для геофизических и солнечных наблюдений, в ходе римского заседания 1954 года, СК МГГ рекомендовал национальным комитетам МГГ рассмотреть этот вопрос. В 1955 году национальный комитет МГГ США и в 1956 году МК МГГ СССР сообщили о своём намерении запустить сателлиты МГГ (англ. IGY satellites).
Для сбора данных наблюдений по всем разделам исследований, в США и СССР были организованы два мировых центра данных (МЦД): МЦД A в Вашингтоне и МЦД B в Москве. Согласно «Руководству для системы МЦД», каждая страна несёт ответственность за сохранность накапливаемых материалов, их копирование и воспроизведение, пересылку данных в другие МЦД. Данные предоставляются из одного МЦД в другой на безвозмездной основе. Большая роль МЦД была обусловлена и тем фактором, что согласно планам только часть данных планировалось опубликовать, издание большинства данных не планировалось.

## Программа
В рамках МГГ учёные объединили свои усилия с намерением изучить строение Земли, происходящие на ней геофизические изменения, её атмосферу, то есть условия существования человека. В программу МГГ были включены следующие разделы:
мировые дни;
метеорология;
геомагнетизм;
полярные сияния;
ионосфера;
солнечная активность;
космические лучи;
широты и долготы;
гляциология;
океанология;
ракеты и сателлиты;
сейсмология;
гравиметрия;
ядерная радиация.
Ответственность за выполнение наблюдений и организационных мероприятий МГГ было возложено на каждую страну в отдельности. С помощью национальных комитетов по проведению МГГ страны должны были самостоятельно организовывать свою деятельность в соответствии с общими планами. Национальные группы знали, что их вклад будет поддержан и дополнен учёными других стран. В то же время, подразумевалось, что каждая национальная группа напряжённо и самоотверженно работает над выполнением своей части программы, так как это имело важнейшее значение для успешного осуществления всего плана работ.

## Исследования
В некоторых разделах наблюдения начались раньше (например, в Антарктике).

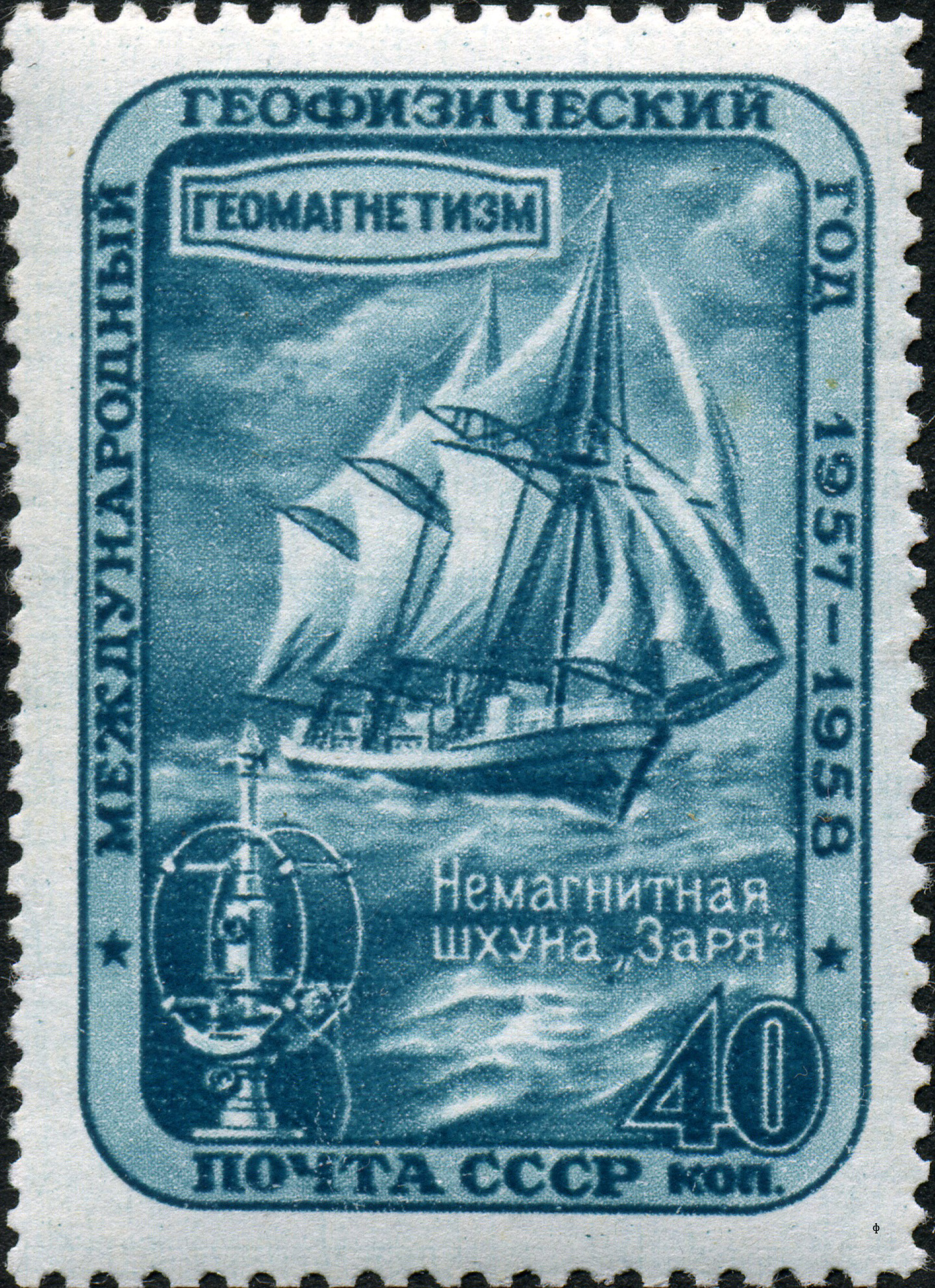
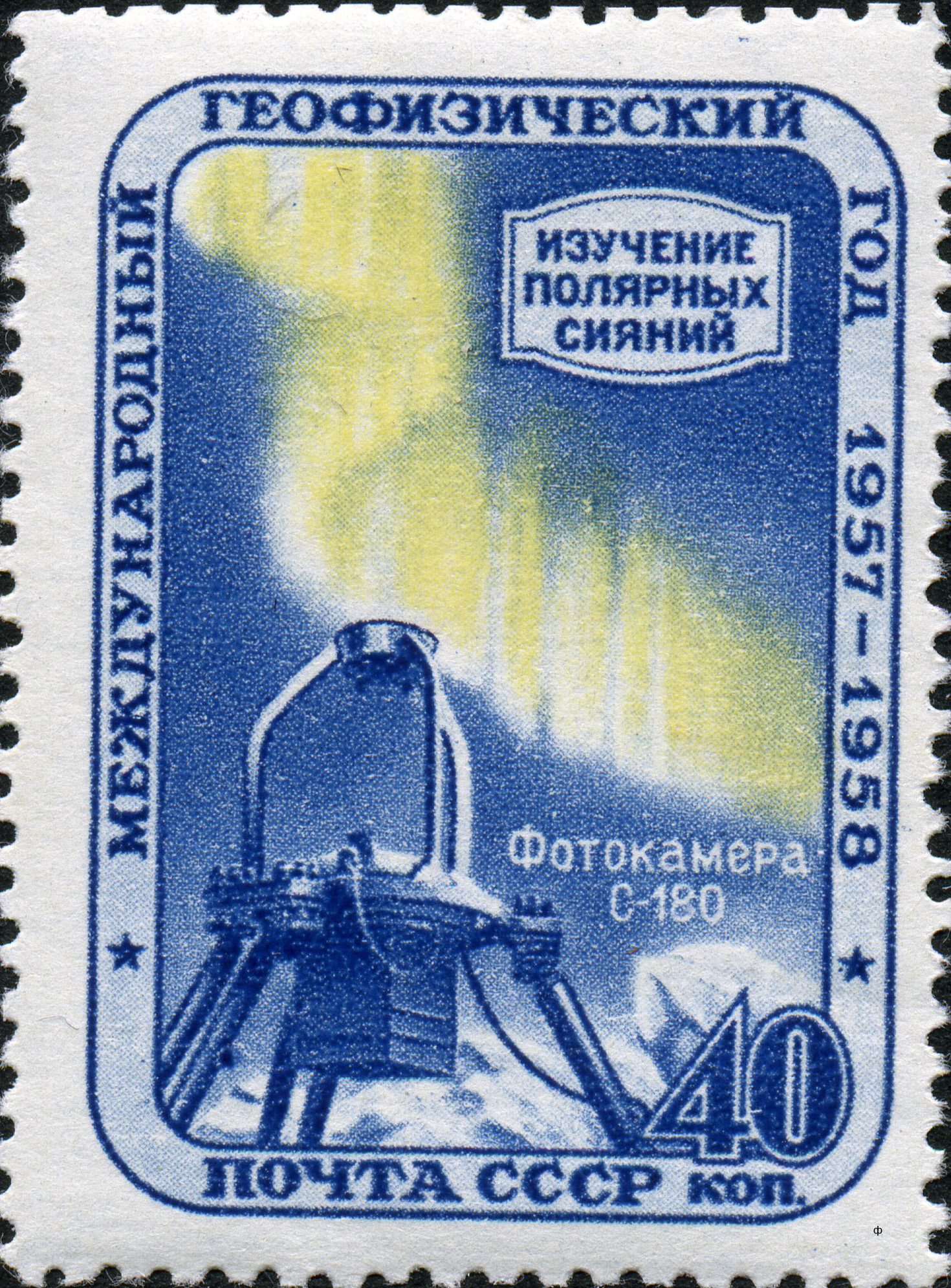
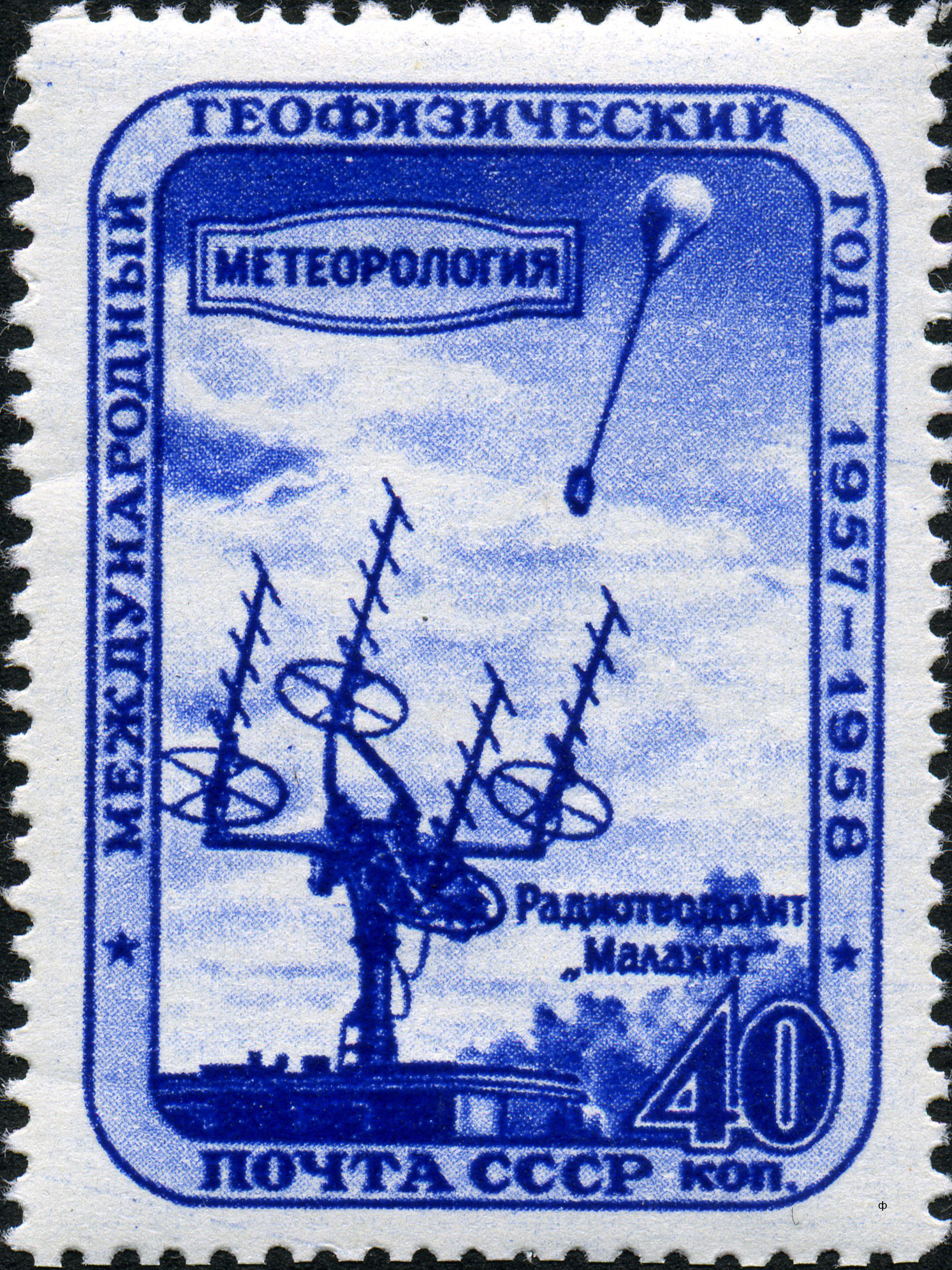
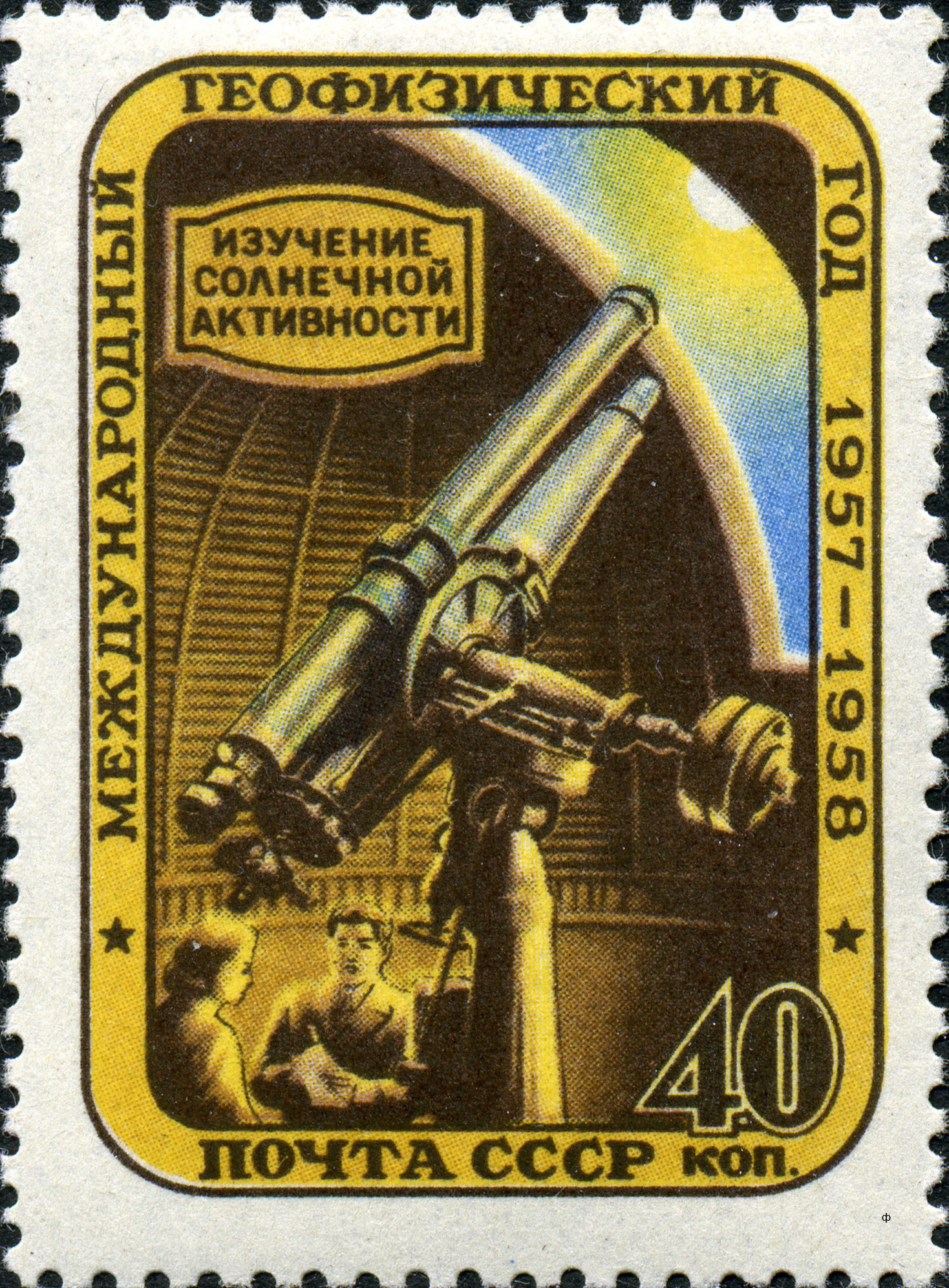
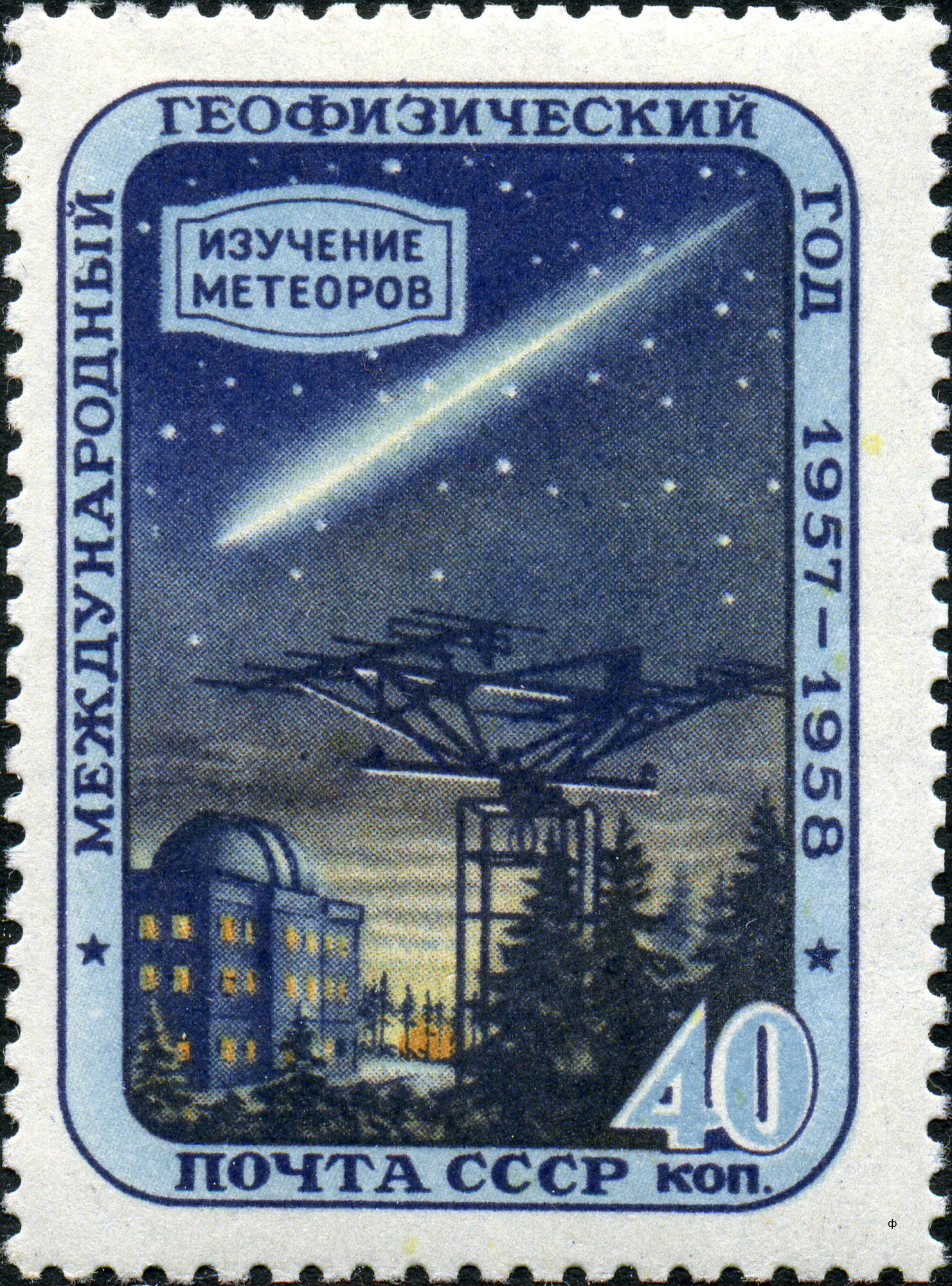
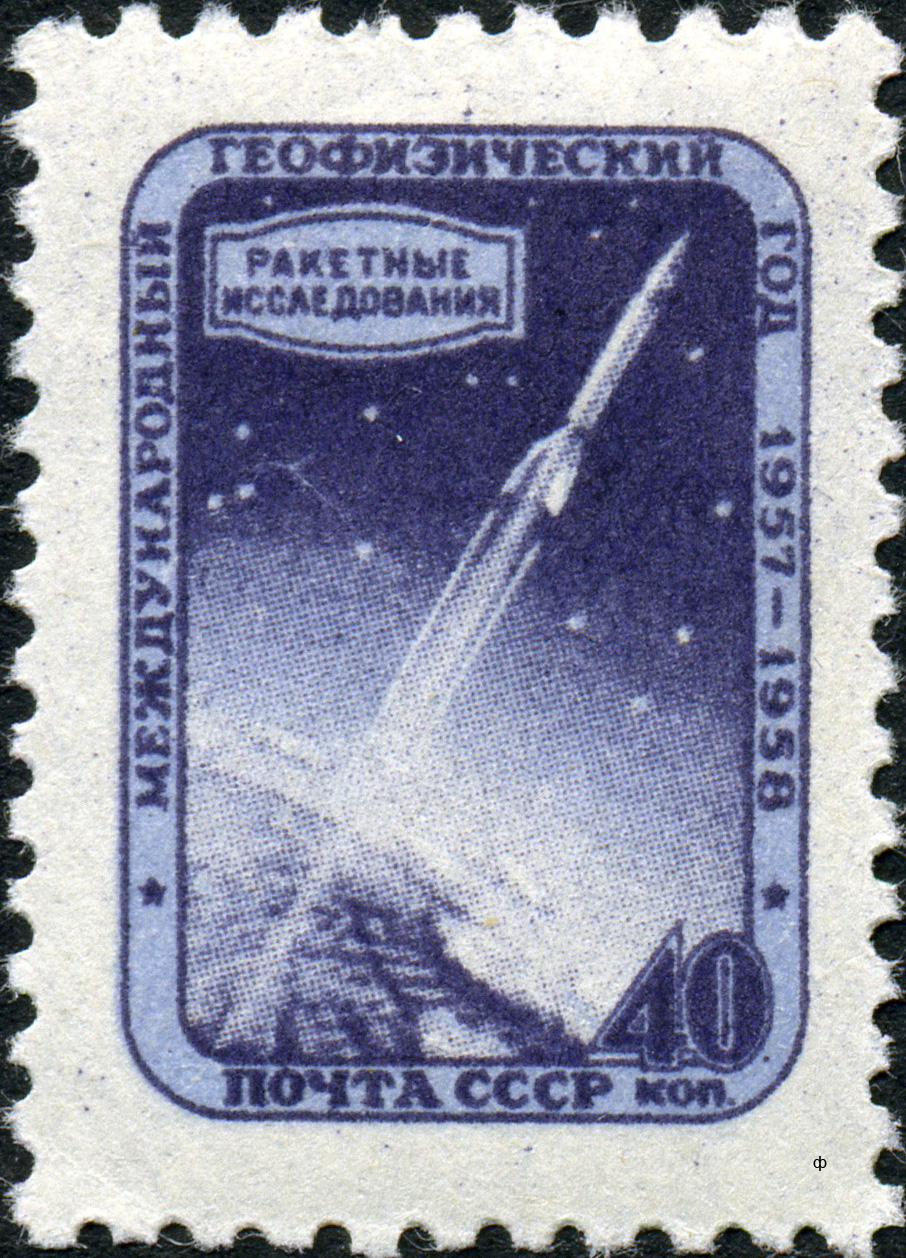

С 1 июля МЦД начали свою работу. Данные поступали (хотя, во многих случаях, это происходило не так быстро, как ожидалось), и распределялись. Объем материалов, которые требовалось принять для обработки, систематизации и хранения, был огромен. Например, только по одному разделу исследований (гравиметрия) примерный суточный объем данных составлял 80 страниц, что для всего МГГ давало количество 90 томов книг по 500 страниц. По метеорологии эти показатели равнялись примерно 1800 томов по 500 страниц.
Наблюдения проводились более чем на 5000 станций и обсерваторий. Океанографическими исследованиями были охвачены все районы Мирового океана, наблюдения над ледниками проводились во всех районах современного оледенения. Главное место в программе МГГ занимало синхронное изучение меняющихся во времени геофизических процессов, связанных главным образом с изменениями солнечной активности.
Центральным событием МГГ явился запуск искусственных спутников Земли. Первые спутники были запущены в Советском Союзе (4 октября и 3 ноября 1957), несколько спутников было запущено в США. Всего в различных районах земного шара, в научно-исследовательских целях, был осуществлён запуск около 400 ракет.
Советским Союзом было организовано более 20 комплексных экспедиций: в Антарктику, Арктику, высокогорные районы Памира, Тянь-Шаня, хребта Сунтар-Хаята, в Тихий, Атлантический, Северный Ледовитый и Индийский океаны. Во время морских идрофизических исследований был задействован флот научно-исследовательских судов, среди которых наибольший вклад внесли  НИС «Михаил Ломоносов» и «Витязь». Морские исследования позволили уточнить структуру океанических течений, причины возникновения цунами и другие вопросы гидрофизики. 
Программа МГГ постепенно расширялась. В 1958 году она включала уже 20 различный отраслей геофизических и астрономических наук.

## Результаты
- В рамках подготовки к МГГ создана постоянно действующая Советская Антарктическая экспедиция.
- Запущены искусственные спутники Земли: «Спутник-1», «Спутник-2», «Спутник-3», «Эксплорер-1», «Авангард-1», «Эксплорер-3» и «Эксплорер-4».
- Обнаружены радиационные пояса вокруг Земли.
- Открыты океанские подводные хребты.
- Открытия в области тектоники плит.
- Проведены комплексные исследования по горной гидрологии, гляциологии и мерзлотоведению на Тянь-Шаньской физико-географической станции.

## Участники[13]
| - Австралия - Австрия - Аргентина - Бельгия - Мьянма - Болгария - Боливия - Бразилия - Британская Восточная Африка - Великобритания - Венгрия - Венесуэла - Гана - Гватемала - ГДР - Греция - Дания - Доминиканская Республика - Египет - Израиль - Индонезия - Иран | - Ирландия - Исландия - Испания - Италия - Канада - Китайская Республика - Колумбия - Куба - Малайская Федерация - Марокко - Мексика - Монголия - Нидерланды - Новая Зеландия - Норвегия - Пакистан - Панама - Перу - Польша - Португалия - Румыния - КНДР - Северный Вьетнам | - СССР - США - Таиланд - Тунис - Уругвай - Федерация Родезии и Ньясаленда - Филиппины - Финляндия - Франция - ФРГ - Цейлон - Чили - Чехословакия - Швейцария - Швеция - Эквадор - Эфиопия - Югославия - ЮАР - Южный Вьетнам - Япония |

## Комментарии
1. ↑  В 1955 году сотрудничество с КНР было с радостью принято, но без согласия с её заявленным положением о непризнании Китайской Республики (Тайваня). Тайвань, несмотря на посланное ранее приглашение, не предлагал своего участия до 1956 года. Сначала его предложение было сопряжено с неприемлемым требованием исключения КНР. Это требование было снято в 1957 году, и сотрудничество Тайваня было принято. Большие усилия были предприняты Специальным комитетом МГГ для продолжения сотрудничества с КНР, однако в телеграмме, полученной накануне МГГ, сообщалось, что сотрудничество отозвано.
2. ↑  Каждая страна обязалась нести расходы по выполнению программ. Кроме этого, ей предлагалось сделать взнос для покрытия операционных расходов центральных организаций.
3. ↑  Мировые дни — периоды, когда геофизики всех стран по специальному сигналу с большей частотой и интенсивностью, чем обычно, проводят измерения и наблюдения. Сигнал этот подается тогда, когда происходит солнечная вспышка или ожидается магитная буря, предстоит солнечное затмение или наблюдается внезапное повышение температуры в стратосфере.